# Municipio de Campbell (Minnesota)
El municipio de Campbell (en inglés: Campbell Township) es un municipio ubicado en el condado de Wilkin en el estado estadounidense de Minnesota. En el año 2010 tenía una población de 57 habitantes y una densidad poblacional de 0,44 personas por km².

## Geografía
El municipio de Campbell se encuentra ubicado en las coordenadas 46°3′51″N 96°28′36″O / 46.06417, -96.47667. Según la Oficina del Censo de los Estados Unidos, el municipio tiene una superficie total de 129.57 km², de la cual 129,57 km² corresponden a tierra firme y (0 %) 0 km² es agua.

## Demografía
Según el censo de 2010, había 57 personas residiendo en el municipio de Campbell. La densidad de población era de 0,44 hab./km². De los 57 habitantes, el municipio de Campbell estaba compuesto por el 87,72 % blancos, el 12,28 % eran de otras razas. Del total de la población el 12,28 % eran hispanos o latinos de cualquier raza.